# Bốn con rồng châu Á
Bốn con rồng châu Á, bốn con rồng nhỏ, bốn con hổ châu Á, tứ hổ Á châu hay tứ hổ châu Á là bốn nền kinh tế phát triển ở Đông Á, bao gồm Hàn Quốc, Đài Loan, Singapore và Hồng Kông. Các nền kinh tế này đã trải qua quá trình công nghiệp hóa thần tốc đồng thời duy trì được tốc độ tăng trưởng đặc biệt cao trong những năm từ thập niên 1960 cho đến đầu thế kỷ 21.
Đến đầu thế kỷ 21, nền kinh tế của các nước này đã phát triển, chuyển mình từ những nước công nghiệp mới thành những nền kinh tế có thu nhập cao, chuyên về các lĩnh vực kinh tế tri thức cần nhiều chất xám và có lợi thế cạnh tranh lớn. Hồng Kông và Singapore trở thành những trung tâm tài chính và cảng thương mại quốc tế hàng đầu của thế giới, trong khi Hàn Quốc và Đài Loan dẫn đầu về sản xuất linh kiện và thiết bị điện tử. Sự thành công trong công cuộc phát triển kinh tế của họ đã trở thành di sản, hình mẫu cho nhiều nước đang phát triển, đặc biệt là nhóm Hổ mới châu Á nằm ở khu vực Đông Nam Á nghiên cứu áp dụng, học tập theo.

Năm 1993, báo cáo của Ngân hàng Thế giới mang tên gọi The East Asian Miracle (Kỳ tích Đông Á) đã ghi nhận các chính sách tân tự do cùng với sự bùng nổ kinh tế, bao gồm việc duy trì chính sách định hướng xuất khẩu, thuế thấp và các nhà nước phúc lợi tối thiểu. Những phân tích về thể chế chính trị cho thấy rằng nhà nước có sự can thiệp ở mức độ đáng kể. Một số nhà phân tích cho rằng các chính sách công nghiệp và sự can thiệp của chính phủ có ảnh hưởng lớn hơn nhiều so với báo cáo của Ngân hàng Thế giới.

Tốc độ tăng trưởng GDP bình quân đầu người của 4 nền kinh tế từ năm 1960 đến 2014.

## Dữ liệu về các quốc gia và vùng lãnh thổ

### Nhân khẩu
| Quốc gia hoặc Vùng lãnh thổ | Diện tích km² | Dân số     | Mật độ dân số trên km² | Dân số của thủ đô |
| --------------------------- | ------------- | ---------- | ---------------------- | ----------------- |
| Hồng Kông                   | 1.104         | 7.522.837  | 6.814                  | 7.219.700         |
| Singapore                   | 710           | 5.873.845  | 8.273                  | 5.399,200         |
| Hàn Quốc                    | 100.210       | 51.281.285 | 512                    | 10.140.000        |
| Đài Loan                    | 36.193        | 23.835.976 | 659                    | 2.688.140         |

### Kinh tế
| Quốc gia hoặc Vùng lãnh thổ | GDP tỷ USD (2020) | GDP (PPP) tỷ USD (2020) | GDP đầu người USD (2020) | GDP (PPP) đầu người USD (2020) | Thương mại tỷ USD (2014) | Xuất khẩu tỷ USD (2014) | Nhập khẩu tỷ USD (2014) |
| --------------------------- | ----------------- | ----------------------- | ------------------------ | ------------------------------ | ------------------------ | ----------------------- | ----------------------- |
| Hồng Kông                   | 341,319           | 439,459                 | 45.371                   | 58.417                         | 1088,400                 | 528,200                 | 560,200                 |
| Singapore                   | 337,451           | 551,628                 | 57.450                   | 93.913                         | 824,600                  | 449,100                 | 375,500                 |
| Hàn Quốc                    | 1.586,786         | 2.293,475               | 30.943                   | 44.724                         | 1.170,900                | 628,000                 | 542,900                 |
| Đài Loan                    | 635,547           | 1.275,805               | 26.663                   | 53.524                         | 595,500                  | 318,000                 | 277,500                 |

### Chính trị
| Quốc gia hoặc vùng lãnh thổ | Chỉ số dân chủ (2019) | Chỉ số tự do báo chí (2019) | Chỉ số nhận thức tham nhũng (2019) | Tình trạng chính trị              |
| --------------------------- | --------------------- | --------------------------- | ---------------------------------- | --------------------------------- |
| Hồng Kông                   | 6,02                  | 29,65                       | 76                                 | Đặc khu Hành chính của Trung Quốc |
| Singapore                   | 6,02                  | 51,41                       | 85                                 | Cộng hòa nghị viện                |
| Hàn Quốc                    | 8,00                  | 24,94                       | 59                                 | Cộng hòa tổng thống               |
| Đài Loan                    | 7,73                  | 24,98                       | 65                                 | Cộng hòa bán tổng thống           |

### Chất lượng cuộc sống
| Quốc gia hoặc Vùng lãnh thổ | HDI (2019)      |
| --------------------------- | --------------- |
| Hồng Kông                   | 0,949 (hạng 4)  |
| Singapore                   | 0,938 (hạng 11) |
| Hàn Quốc                    | 0,916 (hạng 23) |
| Đài Loan                    | 0,916 (hạng 23) |

### Thành viên các tổ chức quốc tế
| Quốc gia Vùng lãnh thổ | LHQ        | WTO        | OECD       | DAC        | APEC       | ADB        | SEACEN     | G20        | EAS        | ASEAN      |
| ---------------------- | ---------- | ---------- | ---------- | ---------- | ---------- | ---------- | ---------- | ---------- | ---------- | ---------- |
| Hồng Kông              | Red X      | Green tick | Red X      | Red X      | Green tick | Green tick | Red X      | Red X      | Red X      | Green tick |
| Singapore              | Green tick | Green tick | Red X      | Red X      | Green tick | Green tick | Green tick | Red X      | Green tick | Green tick |
| Hàn Quốc               | Green tick | Green tick | Green tick | Green tick | Green tick | Green tick | Green tick | Green tick | Green tick | (APT)      |
| Đài Loan               | Red X      | Green tick | Red X      | Red X      | Green tick | Green tick | Green tick | Red X      | Red X      | Red X      |

## Hình ảnh

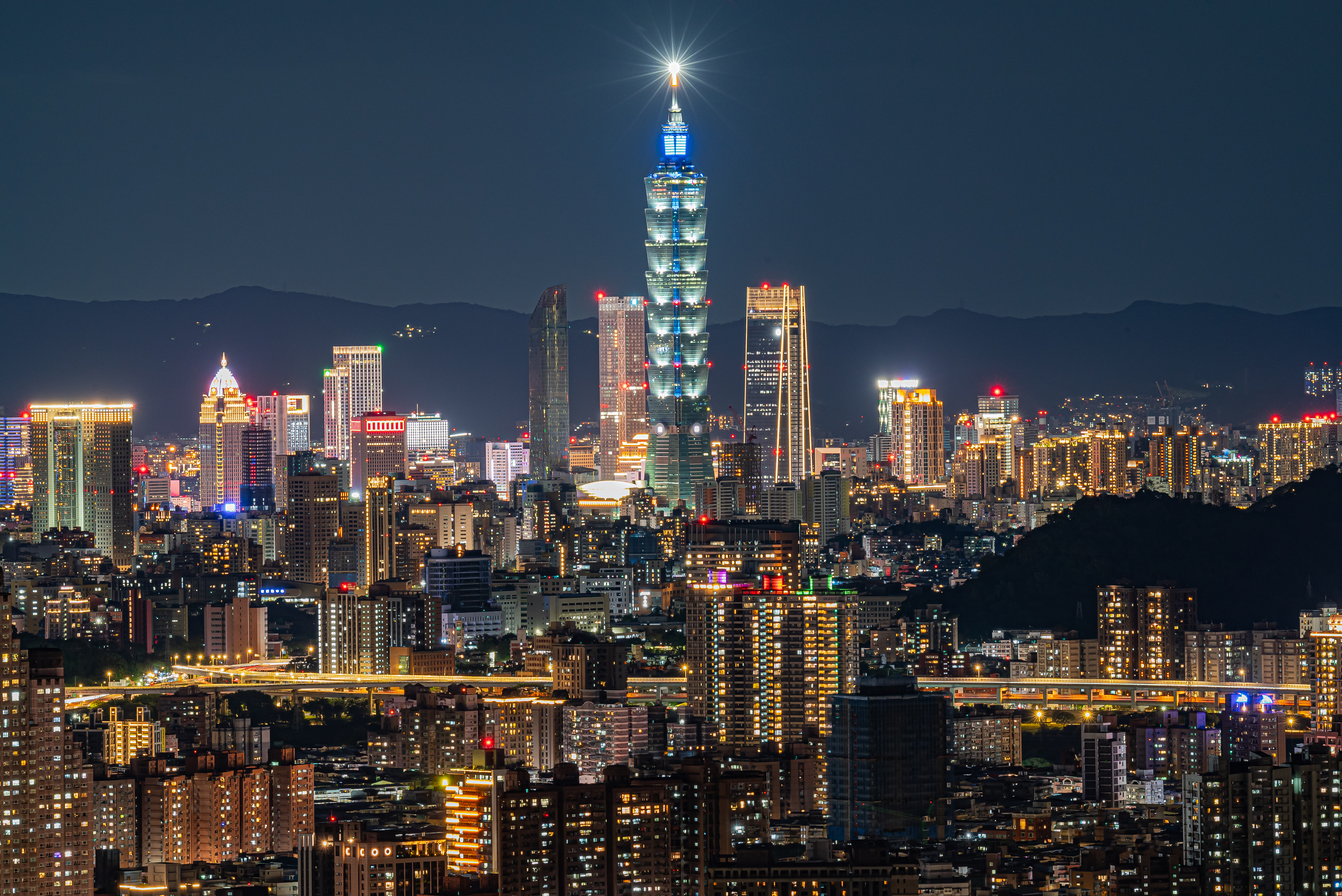
Đài Bắc, thủ đô của Đài Loan
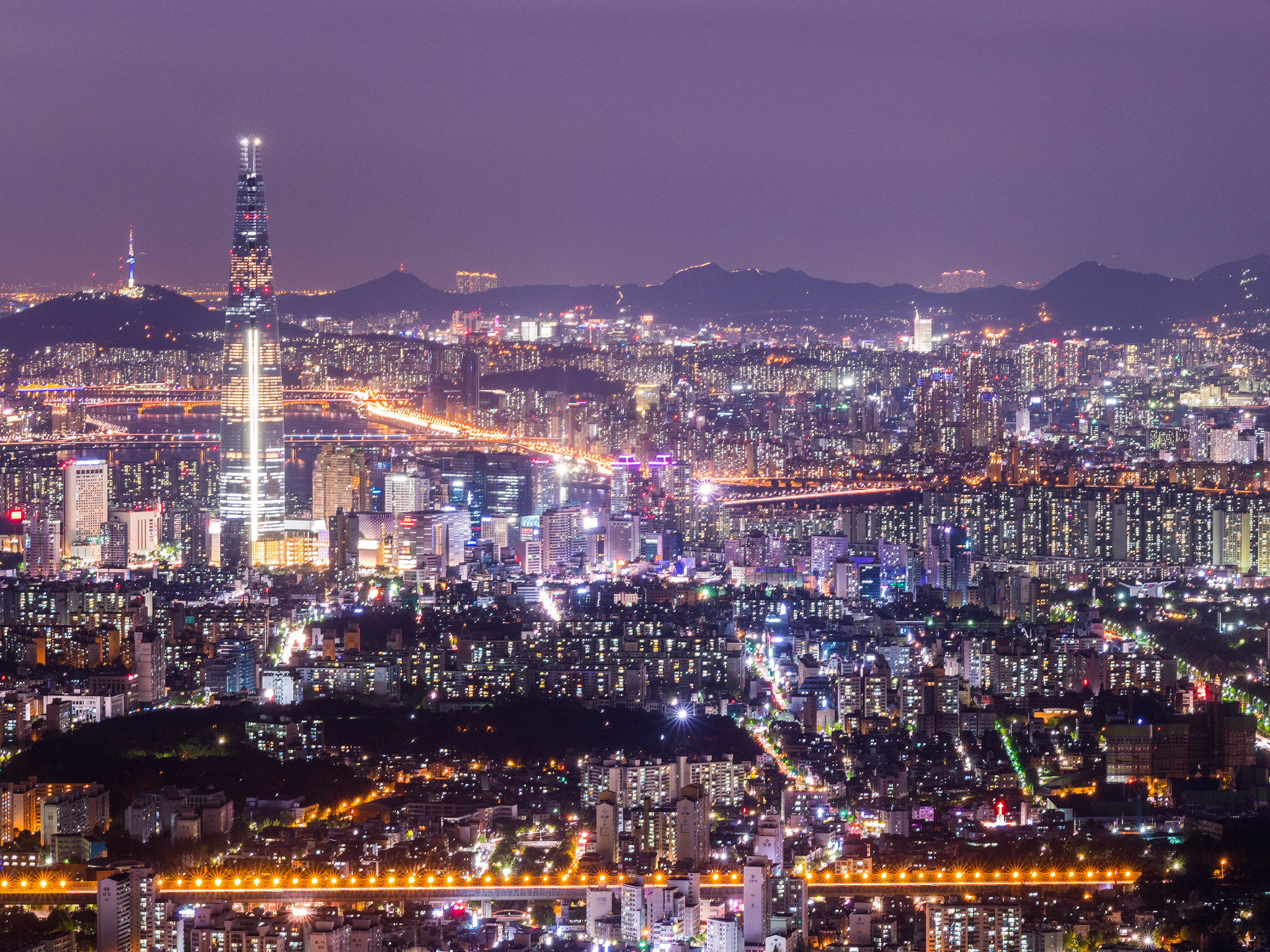
Seoul, thủ đô của Hàn Quốc
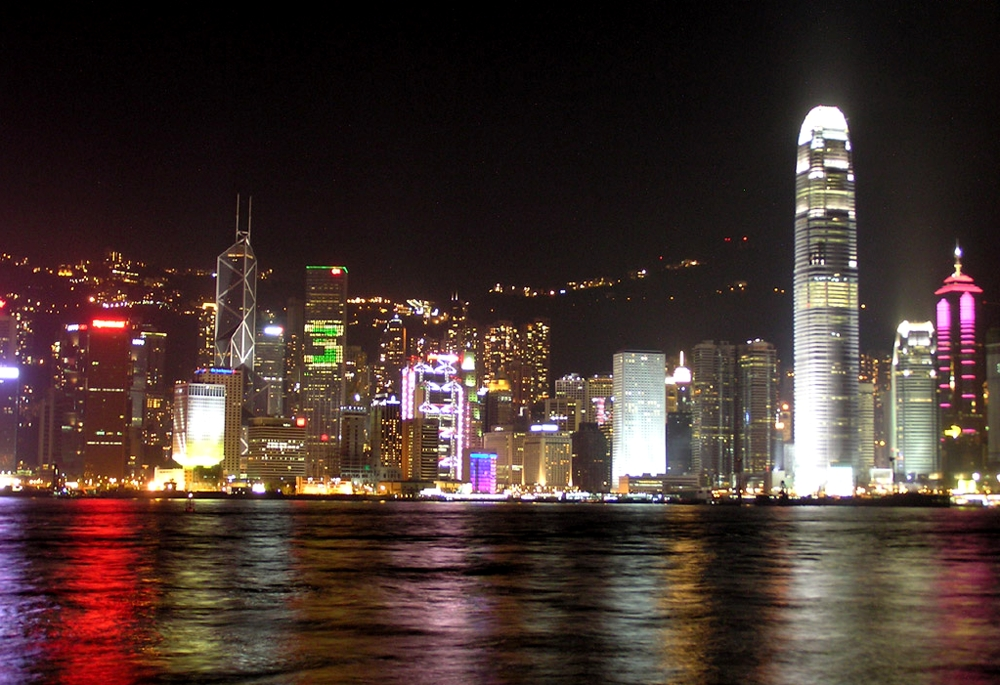
Tiêm Sa Chủy, Cửu Long, Hồng Kông
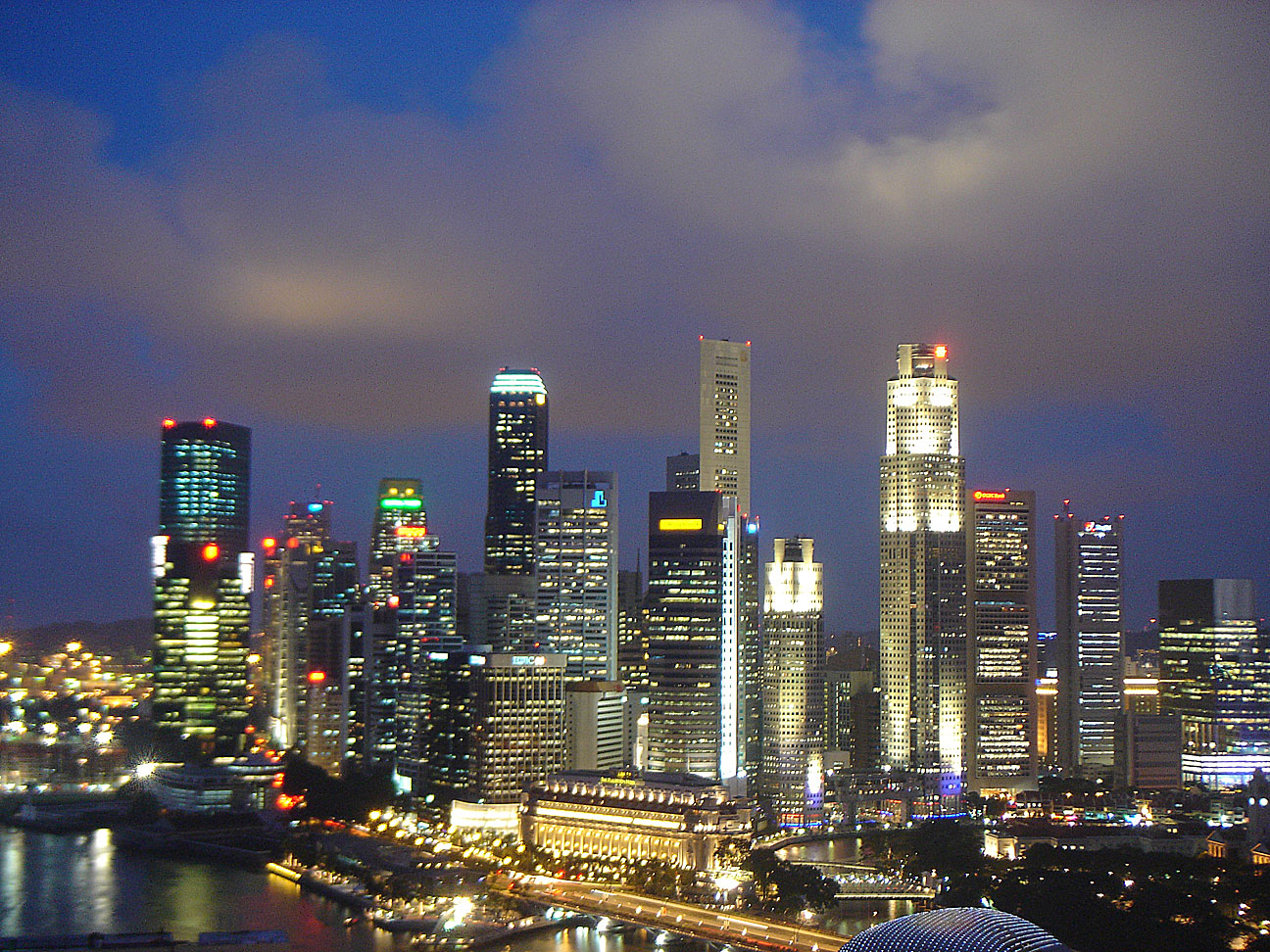
Vùng Trung tâm, Singapore